# Fearless (мініальбом)
Fearless — дебютний мініальбом південнокорейської жіночої групи Le Sserafim. Він був випущений 2 травня 2022 року лейблом Source Music. Це перший та єдиний реліз гурту в складі шести осіб до того, як одна з учасниць, Ґарам, покинула його в липні 2022 року.

## Передісторія та реліз
14 березня 2022 року Source Music оголосили, що створять новий жіночий гурт у співпраці з Hybe Corporation; Сакура і Чевон, колишні учасниці проектної групи IZ*ONE, підписали ексклюзивні контракти з агентством і були оголошені як майбутні учасниці колективу. 13 квітня стало відомо, що дебютний мініальбом буде випущено 2 травня. 25 квітня було опубліковано список композицій, а 29 квітня та 1 травня — тизери відеокліпу на однойменний сингл.
Альбом Fearless був випущений 2 травня 2022 року на цифрових та фізичних носіях. Просування на музичних шоу стартувало 5 травня з виступу на південнокорейському M! Countdown. 14 травня група з'явилася як спеціальні гості на шоу «Всезнаючі брати» (англ. Knowing Bros). З 20 травня Le Sserafim виступали вп'ятьох, адже Ґарам взяла тимчасову перерву від діяльності через скандал зі знущаннями в школі, а 20 липня стало відомо, що вона вирішила покинути гурт.

## Музичний стиль
Fearless складається з п'ятьох композицій, включаючи однойменний сингл. Корейський портал новин Sports Kyunghyang схарактеризував «The World Is My Oyster» як трек «з сильним ритмом і психоделічним настроєм, схожим на появу на подіумі модного показу», а «Blue Flame» як пісню у жанрі диско-панк з «вишуканою мелодією та таємничою атмосферою». На створення наступних двох композицій, на думку цього ж видання, вплинули літературні твори, зокрема всесвітньо відома казка «Русалонька» Ганса Крістіана Андерсена (пісня «The Great Mermaid») та байка «Лисиця і виноград», яку приписують Езопу («Sour Grapes»). Текст єдиного синглу з альбому, «Fearless», розповідає про те, що «необхідно рухатися далі, незважаючи на те, що було в минулому».

## Сингл
«Fearless» — пісня, написана в жанрах альтернативний поп, фанк і денс-поп у тональності соль мажор з темпом 104 удари на хвилину. Через тиждень після релізу композиція дебютувала на 19 місці у Gaon Download Chart, на 65 у Gaon BGM Chart, на 85 у Gaon Digital Chart й на 94 у Gaon Streaming Chart. Пісня також дебютувала у Japan Hot 100 на 9 місці.

## Відеокліп
За перші 24 години з моменту релізу відеокліп «Fearless» набрав понад 16,1 мільйона переглядів та понад 798 тисяч позначок «подобається». За перший тиждень перегляди переступили поріг 50 мільйонів.

## Комерційне сприйняття
30 квітня було оголошено, що кількість попередніх замовлень Fearless перевищила 380 000 копій. Мініальбому вдалося побити рекорд, що стосується дебюту жіночої групи, встановлений у січні альбомом First Impact гурту Kep1er (150 000 продажів в перший день); лише в день виходу було продано понад 175 000 його копій.

## Список композицій
| Список композицій мініальбому Fearless | Список композицій мініальбому Fearless | Список композицій мініальбому Fearless | Список композицій мініальбому Fearless |
| #                                      | Назва                                  | Автор | Тривалість                             |
| -------------------------------------- | -------------------------------------- | --- | -------------------------------------- |
| 1.                                     | «The World Is My Oyster»               | Score (13) Megatone (13) Hybe | 1:47                                   |
| 2.                                     | «Fearless»                             | Score (13) Megatone (13) Supreme Boi Blvsh Jaro Nikolay Mohr «Hitman» Bang Oneye Josefin Glenmark Emmy Kasai Kyler Niko Pau Destiny Rogers                                                                                        | 2:48                                   |
| 3.                                     | «Blue Flame»                           | Score (13) Megatone (13) Jonna Hall Gayoung (PNP) Kim In-hyung Danke (Lalala Studio) Ronnie Icon Caroline Gustavsson Кім Чхе Вон Huh Yun-jin                                                                                      | 3:22                                   |
| 4.                                     | «The Great Mermaid»                    | Score (13) Megatone (13) «Hitman» Bang Sunshine ( Cazzi Opeia and Ellen Berg) Anne Judith Stokke Wik (Dsign Music) Ronny Svendsen (Dsign Music) Nermin Harambašić (Dsign Music) Danke Kyler Niko Pau Lee Hyung-seok Jeong Jin-woo | 2:58                                   |
| 5.                                     | «Sour Grapes»                          | Score (13) Megatone (13) Danke Abir Kayofkaj Nermin Harambašić (Dsign Music) Lady V Kim In-hyeong Sunshine (Cazzi Opeia and Ellen Berg)                                                                                           | 3:17                                   |
| 14:12                                  |                                        | |                                        |

Примітки
- Всі треки створені компанією 13.

## Чарти

### Щотижневі чарти
| Чарт (2022)                                        | Найвища позиція |
| -------------------------------------------------- | --------------- |
| Croatia International Albums (HDU)                 | 17              |
| Фінляндія Finnish Albums (Suomen virallinen lista) | 27              |
| Hungarian Albums (MAHASZ)                          | 37              |
| Japanese Albums (Oricon)                           | 3               |
| Japanese Hot Albums (Billboard Japan)              | 1               |
| South Korean Albums (Gaon)                         | 2               |

### Щомісячні чарти
| Чарт (2022)                | Найвища позиція |
| -------------------------- | --------------- |
| Japanese Albums (Oricon)   | 9               |
| South Korean Albums (Gaon) | 5               |

### Чарти на кінець року
| Чарт (2022)                           | Найвища позиція |
| ------------------------------------- | --------------- |
| Japanese Albums (Oricon)              | 76              |
| Japanese Hot Albums (Billboard Japan) | 92              |
| South Korean Albums (Circle)          | 39              |

## Сертифікації
| Регіон                                                                                          | Сертифікація  | Продажі |
| ----------------------------------------------------------------------------------------------- | ------------- | ------- |
| Японія                                                                                          | —             | 45,994  |
| Південна Корея (KMCA)                                                                           | 2× Платиновий | 506,169 |
| *продажі, що базуються лише на сертифікаціях ^відвантаження, що базуються лише на сертифікаціях |               |         |